# Si mes nuits d'amour vous étaient contées
À ne pas confondre avec le film Décaméron 3 d'Antonio Margheriti.
Pour plus de détails, voir Fiche technique et Distribution.
Si mes nuits d'amour vous étaient contées (Decameron nº 3 - Le più belle donne del Boccaccio) est une comédie érotique italienne réalisée par Italo Alfaro et sortie en 1972. C'est un decamerotico, un film à sketches inspiré du Décaméron, un recueil de cent nouvelles écrites par le Florentin Boccace entre 1349 et 1353.
La chanson Tirin Tiron, très librement inspirée des Carmina Burana originaux (et non de la cantate retravaillée par Carl Orff dans les années 1930), est chantée au générique de début et de fin par les Cugini di Campagna. 

## Synopsis
Le film est divisé en sept histoires (Madonna Filippa, Ricciardo Minutolo, Nicostrato, Il coltello, Madonna Francesca, Il geloso, Il monaco).
- Dans la première, Filippa, condamnée au bûcher pour adultère, est acquittée par le juge en se montrant nue.
- Dans la seconde, Ricciardetto fait semblant de ne plus aimer sa femme, pour qu'elle se donne davantage à lui.
- Dans la troisième, Lidia entretient une relation amoureuse avec un jeune apprenti sous les yeux de son mari, après lui avoir fait croire qu'il s'agissait d'un enchantement.
- Dans la quatrième, Francesca fête sa première nuit de veuvage en couchant avec trois hommes.
- Dans la cinquième, Isabella se retrouve avec deux hommes dans sa chambre et son mari à la porte ; elle parvient à se sortir de ce mauvais pas grâce à un ingénieux stratagème.
- Dans la sixième, une femme, enfermée dans sa chambre par son mari jaloux, choisit d'en aimer un autre, pour ensuite revenir dans sa chambre et gâter son époux.
- Dans le septième et dernier épisode, un frère emmène une jeune fille dans sa chambre et profite d'elle avec la complicité de son supérieur.

## Fiche technique
- Titre français : Si mes nuits d'amour vous étaient contées ou Le Décaméron 3[1]
- Titre original italien : Decameron nº 3 - Le più belle donne del Boccaccio[2]
- Réalisation : Italo Alfaro
- Scenario : Luigi Russo
- Photographie :	Giuseppe Pinori (it)
- Montage : Adriano Tagliavia
- Musique : Gianni Meccia, Bruno Zambrini
- Décors : Giovanni Fratalocchi
- Société de production : Victor Produzione
- Pays de production :  Italie
- Langue originale : Italien
- Format : Couleurs par Eastmancolor - 2,35:1 - Son mono - 35 mm
- Durée : 103 minutes
- Genre : Decamerotico
- Dates de sortie :
  - Italie : 8 juin 1972
  - France : 20 décembre 1972

## Distribution
- Antonella Murgia : Madonna Filippa
- Enzo Robutti : Un mari jaloux
- Alberto Atenari :
- Beba Loncar : Madonna Lydia
- Marina Malfatti :
- Angela Covello :
- Roy Bosier :
- Femi Benussi :
- Pier Paola Bucchi : Narrateur
- Gianni Elsner : Narrateur